# Down Rodeo
«Down Rodeo» es un sencillo promocional de la banda de rap metal estadounidense Rage Against the Machine enviado a varias estaciones de radio a finales de 1996. Esta canción iba a ser el tercer sencillo de Evil Empire, aunque un sencillo "doméstico" y un video nunca fueron lanzados. La razón de esto puede ser la excesiva cantidad de conciertos que RATM daba en este periodo.
La letra describe la diferencia social entre los ricos y los pobres de América, y los problemas que surgen a partir de esta diferencia. El verso dice "So now I'm rollin' down Rodeo with a shotgun, these people ain't seen a brown skin man, since their grandparents bought one" ("Camino por Rodeo con una escopeta, esta gente no ha visto a un hombre de piel café desde que sus abuelos compraron uno"). Estas líneas son una referencia a Rodeo Drive, un distrito de Beverly Hills famoso por tener las boutiques y tiendas más caras del mundo. La línea "Fuck the G-rides, I want the machines that are making them" (Al carajo con las rejillas, quiero las máquinas que las están haciendo) es una referencia a la autogestión. Hay especulación de que tenga que ver con los Disturbios de Los Ángeles en 1992. La canción también puede tener que ver con el Partido Pantera Negra, y una táctica que usan en la que llevan escopetas por las calles de California. Además hay una referencia al activista Pantera Negra Fred Hampton.

## Contenido
1. «Down Rodeo»